# ミカドジム
ミカドジムは、小浪義明が設立した日本のボクシングジムである。名称は小浪が経営するキャバレーに由来する。

## 歴史
小浪はプロボクシングのファンであり、タニマチであった金平正紀（協栄ボクシングジム経営）のスポンサーとなった。後に小浪自身がプロボクシングにも直接進出し、店名を冠した「ミカドジム」を設立した。とはいえ、現実には協栄ジムの衛星ジムのようなものであった（各ジムは独立経営が建前だが、当時も現在も、大手のジムの衛星ないし子会社のようなジムが散見される）。同じく在日の雄力道山が建設したリキ・スポーツパレスを、力道の死後、近畿観光が買い取っており、そこにジムを置いた。ミカドジムには、亀田昭雄・野木丈司らが所属していた。ミカドがジムの経営から撤退すると、金平の協栄ジムが運営を引き受けたものの所属選手とのトラブルによって早期に引退に追い込まれた者もいる（野木丈司の欄参照）。